# Fortaleza dos Valos
Fortaleza dos Valos is een gemeente in de Braziliaanse deelstaat Rio Grande do Sul. De gemeente telt 4.635 inwoners (schatting 2009).

## Aangrenzende gemeenten
De gemeente grenst aan Boa Vista do Incra, Campos Borges, Cruz Alta, Jacuizinho, Júlio de Castilhos, Quinze de Novembro en Salto do Jacuí.